# Hasan Salama

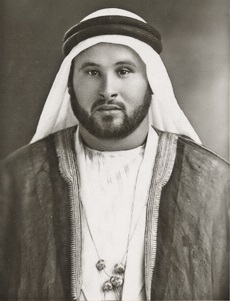
Hasan Salama 1939.

Hasan Salama eller Hassan Salameh (arabiska: حسن سلامة), född 1913 i Qula, död den 2 juni 1948 var en palestinsk militär och politiker. 
I november 1941 anlände Salama till Tyskland tillsammans med en grupp som leddes av Jerusalems stormufti Haj Amin al-Husseini. Han ingick i det specialförband inom SS som luftlandsattes den 6 oktober 1944 i närheten av Jeriko i det Brittiska Palestinamandatet i en operation som kallades "Operation ATLAS". Syftet var att förgifta Tel Avivs dricksvatten, och förbandet medförde därför tillräckligt med gift för att kunna döda cirka 250 000 människor. Förbandet avslöjades dock, varför attacken kunde avvärjas.
Amin al-Husseini, som då hade utnämnts till SS-Gruppenführer, utformade, tillsammans med Kurt Wieland, denna specialoperation. Wieland tillhörde en pietistisk sekt, Tempelgesellschaft, och hade tidigare bott i Palestina, i förbandet ingick även Werner Frank och Dyininger Shaffer, som också tillhörde denna sekt, och var födda i Palestina. De andra två var palestinier, Hasan Salama och Abdul Latif. Förbandet avslöjades dock, varför attacken kunde avvärjas. Dyininger Shaffer greps dock inte förrän 1946. Hasan Salama skadades allvarligt i samband med fallskärmshoppet sökte sig mot Jerusalem och fick läkarvård i Qula. 
Salama, vilken var en inflytelserik medlem av det palestinska arabpartiet, var under kriget mot Israel 1948-1949 befälhavare för Det heliga krigets armé tillsammans med Abd al-Kader al-Husseini. Han stupade i 1948 års arabisk-israeliska krig under slaget vid Ras al-Ein.
Hasan Salama var far till Ali Hassan Salameh, en av de ansvariga bakom Münchenmassakern 1972.